# MMDMA
3-甲氧基-4,5-亚甲基二氧基甲基苯丙胺（MMDMA）是安非他命类药物，一种致幻药物。在法国被视为可滥用药品，但并未有正式动物试验及相关研究。人体用量也因此目前处于未知状态，效果可能与MMDA相似。